# Grjótfjall (berg)
Grjótfjall är ett berg i republiken Island. Det ligger i regionen Austurland, 400 km öster om huvudstaden Reykjavík. Toppen på Grjótfjall är 697 meter över havet, eller 260 meter över den omgivande terrängen. Bredden vid basen är 3,5 km.
Trakten runt Grjótfjall är nära nog obefolkad, med mindre än två invånare per kvadratkilometer. Trakten runt Grjótfjall består i huvudsak av gräsmarker.